# Naschmarkt
Le Naschmarkt dans le sixième arrondissement de Vienne, Mariahilf, est le plus grand marché du centre-ville de la ville avec une superficie de 2,315 hectares. Il se situe entre la Linke Wienzeile (sortie principale vers Linz) et la Rechte Wienzeile (entrée principale de l'ouest) et la rivière Vienne. Le Naschmarkt commence du côté du centre-ville au Getreidemarkt en bordure de la Karlsplatz et s'étend à l'ouest jusqu'à la station de métro Kettenbrückengasse. Le marché est complété par de nombreux établissements gastronomiques depuis environ 2000.

## Histoire
À partir de 1780, il y a un marché fermier sur la rive droite de la Vienne, alors non réglementée, à l'extérieur des murs de la ville, où l'on vend principalement des produits laitiers. Le marché, officiellement appelé Kärntnertormarkt, est bordé par le Kärntnertorbrücke (plus tard Elisabethbrücke, qui traversait la rivière entre Kärntner Straße et Kärntner Tor et Wiedner Hauptstraße) au nord, par la Wiedner Hauptstraße à l'est, par l'actuelle Treitlstraße au sud, et à l'ouest limité par l'actuelle Operngasse et était donc situé sur l'actuelle Karlsplatz. (Auparavant, il s'agissait d'une décharge municipale de cendres et de fumier.) Plus tard, le marché s'est étend le long de la Wiedner Hauptstraße à côté du Freihaus, aujourd'hui l'emplacement d'un bâtiment d'institut de l'Université technique de Vienne, vers le sud jusqu'à environ Schaurhofergasse (qui n'a vu le jour que lorsque le Freihaus est démoli en 1937), comme les illustrations d'environ 1900 le montrent.
Le marché est déplacé à cet endroit vers la Freyung, qui se trouve à l'intérieur des murs de la ville, après des conflits répétés entre le magistrat et le Schottenstift adjacent.
En 1793, il est ordonné que tous les fruits et légumes livrés à la ville sur des charrettes doivent être vendus au Kärntnertormarkt. Tous les fruits arrivant par bateau sur le bras viennois du Danube, l'actuel canal du Danube, doivent être commercialisés sur le Schanzelmarkt, qui existait sur la rive jusqu'en 1900 environ.
Les deux dérivations possibles du nom Aschenmarkt, très répandu dans la population à l'époque, remontent aux débuts du marché. D'une part, le nom peut être dérivé de l'utilisation antérieure de la zone comme décharge de cendres, il est également possible d'adopter l'ancien nom "Asch" pour les récipients à lait en bois de frêne. Le nom Naschmarkt est documenté vers 1820, qui à son tour peut provenir de sucreries et de produits parfois exotiques, tels que l'écorce d'orange et les dattes marinées dans du sucre.
Dans la dernière décennie du XIXe siècle, la Vienne est régularisée et la Wiener Stadtbahn est construite dans une tranchée sur sa rive droite, dont la conception est confiée à Otto Wagner. Son projet antérieur de courber la rivière Wien du centre-ville au château de Schönbrunn, la résidence d'été impériale, et d'y construire un boulevard représentatif, n'est pas réalisé pour des raisons de coût; ce n'est que dans la zone la plus proche du centre que la rivière s'est progressivement arquée sur une longueur de 2,1 km.
À l'extrémité nord-est du Naschmarkt, vers le centre-ville, près du Getreidemarkt se trouve le bâtiment d'exposition de la Sécession viennoise, érigé en 1897-1898, connu sous le nom de palais de la Sécession. Le Theater an der Wien est au Linke Wienzeile 6. Dans le quartier de la Schleifmühlgasse dans le quatrième arrondissement, le Freihausviertel jouxte le marché.
Le marché, qui est également officiellement rebaptisé Naschmarkt en 1905, est, à partir de 1902, déplacé dans la zone actuelle sur l'indentation de la Vienne selon le concept de Friedrich Jäckel, selon lequel la moitié ouest de Schleifmühlgasse ne pouvait être construite qu'après l'achèvement de l'indentation en 1915. À partir de 1910, plus de 120 étals de marché en briques sont érigés dans un style uniforme et un immeuble de bureaux de marché est construit sur la Kettenbrückengasse en 1915-1916.
En 1916, la zone jouxtant le marché à la sortie de la ville est agrandie en tant que Viktualienmarkt (marché de gros), avec principalement des produits nationaux. Des fruits et légumes plus exotiques sont vendus à la gare de marchandises de Matzleinsdorf. Les deux emplacements sont remplacés par le marché de gros de Vienne à partir de 1972, les stands de vente du grand marché vert du Naschmarkt sont alors rasés et la zone résultante utilisée comme parking. Depuis 1977, le marché aux puces du samedi, transféré ici de la place Am Hof, a lieu dans ce parking.
Après la fin de la Première Guerre mondiale, l'ancienne partie du marché de Karlsplatz est dissoute en 1919. Les plans des années 1970 visant à déplacer le Naschmarkt en faveur de l'extension de l'A1 au centre-ville ne sont pas mis en œuvre après les manifestations. Le marchéest  modernisé dans les années 1980. De 2010 à 2016, le marché est reconstruit ou renouvelé par tronçons ; la voie traversant le marché dans le cours de la Schleifmühlgasse, vestige du Leopoldsbrücke, qui y est utilisée environ 100 ans avant la voûte, est ainsi enlevée.
Jusqu'au début de 2009, la frontière entre les quatrième et sixième arrondissements passait dans le sens de la longueur par le Naschmarkt. Pour simplifier l'administration, le quatrième arrondissement est transféré au sixième arrondissement par décision du conseil municipal, c'est pourquoi le Naschmarkt est désormais entièrement dans le quartier de Mariahilf. La limite du quatrième arrondissement longe désormais le bord gauche de la rue côté marché sur la Rechte Wienzeile.

## Description
Les fruits, les légumes, les produits de boulangerie, le poisson et la viande sont principalement commercialisés au Naschmarkt. Le marché est également connu pour la gamme de produits internationaux en provenance des pays de l'ex-Yougoslavie, de la Grèce, de la Turquie et de l'Asie de l'Est, en particulier du Japon et de la Chine. Dans certains cas, des groupes de magasins proposant des produits similaires se forment. Au bout du centre-ville, on trouve plusieurs poissonneries et quelques boutiques asiatiques dans le premier tiers du marché.
Le marché propose également une large sélection d'établissements de restauration. Surtout dans la période de 2001 à 2004, de nombreux stands de vente sonT transformés en restaurants. À l'été 2005, l'administration municipale arrête ce développement, mais à partir de 2006, elle autorisE de nouveaux établissements de restauration. Depuis lors, un certain nombre de nouveaux emplacements voient le jour dans des stands nouvellement construits sur d'anciens parkings. La nouvelle réglementation du marché de 2006 permet aux établissements de restauration de rester ouverts jusqu'à 23 heures. Par conséquent, le Naschmarkt est également très fréquenté le soir, surtout pendant les mois d'été.
Le Rechte Wienzeile compte nombre de boutiques de créateurs et d'épiceries fines et des restaurants.

## Source de la traduction
- (de) Cet article est partiellement ou en totalité issu de l’article de Wikipédia en allemand intitulé « Wiener Naschmarkt » (voir la liste des auteurs).